# AFC Wimbledon
Az AFC Wimbledon egy 2002-ben alapított angliai labdarúgóklub Délnyugat-Londonból. A csapat a 2018-2019-es idény végén a huszadik helyen zárt így a következő szezont is a League 1-ben kezdik meg.
2002 előtt is létezett az AFC Wimbledon labdarúgócsapat, viszont egy anyagi csőd miatt megszűnt.
2002-ben a szurkolók alapították újra és a hetedik osztályból indulva mára már ismét profi ligában jegyezhetjük a csapatot.

## Jelenlegi keret
(2016. május 7. szerint)
| #  |     | Poszt | Név                |
| -- | --- | ----- | ------------------ |
| 1  | ENG | K     | James Shea         |
| 2  | ENG | V     | Barry Fuller (csk) |
| 3  | ENG | V     | Callum Kennedy     |
| 4  | ENG | KP    | Dannie Bulman      |
| 5  | ENG | V     | Will Nightingale   |
| 6  | ENG | V     | Paul Robinson      |
| 7  | ENG | KP    | George Francomb    |
| 8  | ENG | KP    | Jake Reeves        |
| 9  | ENG | CS    | Tom Elliott        |
| 10 | ENG | CS    | Adebayo Akinfenwa  |
| 11 | ENG | KP    | Sean Rigg          |
| 12 | WAL | V     | Jonathan Meades    |
| 14 | ENG | CS    | Ade Azeez          |
| 15 | ENG | CS    | George Oakley      |
| 16 | ENG | KP    | Tom Beere          |
| 17 | ENG | KP    | Andy Barcham       |

| #  |     | Poszt | Név                                        |
| -- | --- | ----- | ------------------------------------------ |
| 18 | IRE | KP    | Connor Smith                               |
| 19 | ENG | KP    | David Fitzpatrick                          |
| 20 | IRE | V     | Ryan Sweeney                               |
| 21 | ENG | V     | George Pilbeam                             |
| 22 | ENG | V     | Karleigh Osborne (kölcsönben Bristol City) |
| 23 | ENG | V     | Ben Harrison                               |
| 24 | ENG | K     | Joe McDonnell                              |
| 25 | ENG | KP    | Dan Gallagher                              |
| 26 | ALB | CS    | Egli Kaja                                  |
| 27 | ENG | V     | Callum Wilson                              |
| 29 | NED | K     | Kelle Roos (kölcsönben Derby County)       |
| 32 | ENG | V     | Darius Charles (kölcsönben Burton Albion)  |
| 33 | MSR | CS    | Lyle Taylor                                |
| 34 | ENG | CS    | Paul Kalambayi                             |
| 35 | ENG | CS    | Toyosi Olusanya                            |
| 39 | IRE | CS    | Rhys Murphy (kölcsönben Oldham Athletic)   |

## Fordítás
- Ez a szócikk részben vagy egészben  az   AFC Wimbledon című angol Wikipédia-szócikk fordításán alapul.  Az eredeti cikk szerkesztőit annak laptörténete sorolja fel. Ez a jelzés csupán a megfogalmazás eredetét és a szerzői jogokat jelzi, nem szolgál a cikkben szereplő információk forrásmegjelöléseként.